# Annikki
Annikki és un esperit o una deessa de la mitologia finesa, filla de Tapio i Mielikki. De vegades identificada com a deessa dels malsons. Era germana de l'heroi Kullervo, però van ser separats des de molt petits. Com a adults, es van tornar a trobar i van tenir relacions sexuals, però van descobrir tard el seu parentiu i van decidir sucidir-se per vergonya.